# Абрамів Яр
Абрамів Яр — колишнє село Просянської сільської ради, Куп'янський район,
Харківська область.
На картах 1977 року зазначено населення 21 особа.
Село ліквідовано протягом 1972—1986 років «в зв'язку з переселенням жителів».

## Географія
Село Абрамів Яр розташоване в урочищі Абрамів Яр, в 2-х км на захід від села Цибівка, по селу протікає пересихаючий струмок.